# Spiniphora okinawa
Spiniphora okinawa är en tvåvingeart som beskrevs av Borgmeier 1962. Spiniphora okinawa ingår i släktet Spiniphora och familjen puckelflugor. Inga underarter finns listade i Catalogue of Life.